# Diederich Meier (Politiker, 1787)
Diederich Meier (* 23. Juni 1787 in Bremen; † 24. April 1857 ebenda) war ein deutscher Politiker, Bremer Senator und Bürgermeister.

## Leben
Er wurde als Sohn des Bremer Bürgermeisters Diederich Meier (1748–1802) und seiner Frau Amalia, geb. Smidt (1749–1816), der Tochter von Bürgermeister Diederich Smidt, geboren.
Nach dem Besuch des Gymnasiums illustre in Bremen studierte er Jura an den Universitäten Heidelberg und Göttingen. Er promovierte zum Doktor der Rechtswissenschaften.
Dem Senat der Freien Hansestadt Bremen gehörte er als Senator und Bürgermeister vom 18. Januar 1815 bis zum 24. April 1857 an. Am 20. September 1845 wurde er zum letzten Bremer Bürgermeister auf Lebenszeit gewählt. 1848/49 leitete er die verfassunggebende Versammlung in Bremen.
Von ihm ist folgendes Bonmot überliefert: Als während der 1848er Revolution sich vor dem Rathaus eine Volksmenge versammelte und verlangte, Diederich Meier zu sprechen, trat dieser auf den Balkon des Bremer Rathauses und fragte: „Was wüllt je denn?“ Die Menge rief: „Wie wüllt ne Repüblik hebben!“ Meier antwortete: „Ihr hebbt doch scho ne Repüblik!“ Darauf die Menge: „Dann wüllt wie noch ene hebben!“ Dieser Wortwechsel findet sich in Thomas Manns Roman Buddenbrooks wieder, wo er nach Lübeck verlegt ist und sich, gleichfalls bei der 1848er Revolution, zwischen Konsul Buddenbrook und einem Hafenarbeiter abspielt.
In den Jahren 1854 und 1856 hatte Diederich Meier das Amt des Präsidenten des Senats inne.
Seiner Kirchengemeinde St. Stephani diente er im Ehrenamt des Diakon, seit 1833 als Bauherr.
Verheiratet war Diederich Meier seit dem 2. Juni 1812 mit Anna Gebekka v. Gröning (1786–1860), der Tochter des Bremer Bürgermeisters Georg Gröning.
Durch die Heiraten von sieben ihrer neun Kinder sind Diederich und Anna Gebekka Meier die Stammeltern einer zahlreichen Nachkommenschaft. Die Bremer Familien des Theologen Johann Heinrich Volkmann (1804–1865), des Kaufmanns Gustav Kulenkampff (1811–1878), des Kaufmanns Johann Stoevesandt (1809–1860), des Rechtsanwalts und Notars Friedrich Meier (1822–1911), des Kaufmanns und Gründers des Nordwolle-Konzerns Christian Lahusen (1820–1898), des Kaufmanns Diederich Meier (1827–1898) und des Kaufmanns Julius Kulenkampff (1818–1884) gehören zu ihren Nachfahren.
Alle Nachfahren sind Mitglieder der 1842 gestifteten Sanders-Meierschen Familienstiftung, die noch heute existiert.
| Personendaten    | Personendaten                                         |
| ---------------- | ----------------------------------------------------- |
| NAME             | Meier, Diederich                                      |
| KURZBESCHREIBUNG | deutscher Politiker, Bremer Senator und Bürgermeister |
| GEBURTSDATUM     | 23. Juni 1787                                         |
| GEBURTSORT       | Bremen                                                |
| STERBEDATUM      | 24. April 1857                                        |
| STERBEORT        | Bremen                                                |